# Nicolas de Pellevé

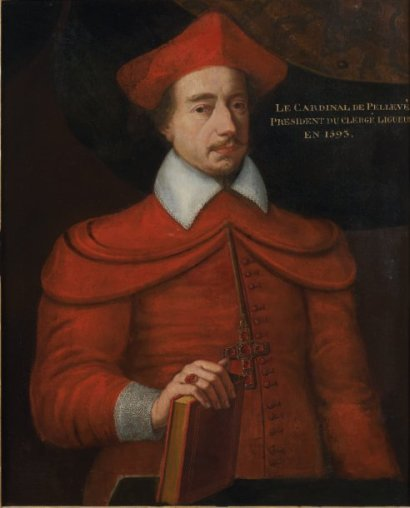
Kardinal Nicolas de Pellevé (Gemälde des 16. Jh.)

Wappenschild von Robert und Nicolas de Pellevé

Nicolas de Pellevé, auch Nicolas de Pellève (* 18. Oktober 1515 in Jouy-sous-Thelle; † 28. März 1594 in Paris) war ein französischer Geistlicher, Erzbischof von Reims und Kardinal.

## Leben
Geboren als Sohn des Adeligen Charles Malherbe, Herr von Jouy und Ribets, und dessen Ehefrau Hélène du Fay, stammte er aus einer alten normannischen Familie. Er studierte an der Universität von Bourges Rechtswissenschaften und die Heilige Schrift. Später wurde er Rechtsprofessor an eben dieser Universität. Er war Berater am Hof des Königs Heinrich II. von Frankreich sowie des Parlement de Paris. Er schloss sich dem Kardinal Charles de Lorraine-Guise an, der sein Fortkommen förderte und ihm eine Pfründe als Kommendatarabt von Saint-Corneille de Compiègne verschaffte.
Am 24. August 1552 wurde Nicolas de Pellevé zum Bischof von Amiens ernannt. König Heinrich II. entsandte ihn 1559 zusammen mit mehreren Gelehrten der Sorbonne nach Schottland, um die dortigen Presbyterianer durch Überzeugung oder Gewalt zu bekehren, die schottischen Protestanten erfuhren jedoch Unterstützung durch Königin Elisabeth I. von England. De Pellevé kehrte nach Frankreich zurück, wo es ihm gelang, während der Regierung König Franz’ II. einen Friedensschluss zu erreichen.
Im Jahr 1562 tauschte er das Bistum Amiens als Benefizium gegen die Abtei Saint-Julien des Echelles in Tours, bis zum 18. Mai 1564 behielt er jedoch den Titel des Bischofs von Amiens. Am 16. Dezember 1562 wurde er zum Erzbischof von Sens ernannt. Vom 15. Februar 1563 an bis zu dessen Ende nahm Nicolas de Pellevé als Konzilsvater am Konzil von Trient teil und widersprach dabei den gallikanischen Tendenzen im französischen Klerus.
Papst Pius V. erhob Pellevé im Konsistorium vom 17. Mai 1570 zum Kardinalat. Den Kardinalshut und den Titel als Kardinalpriester von Santi Giovanni e Paolo empfing Nicolas de Pellevé am 4. Juli 1572. Am Konklave 1572, bei dem Gregor XIII. zum Papst gewählt wurde, nahm er nicht teil. Er wurde Präfekt der Kongregation für die Bischöfe und Regularen. Am 14. November 1584 optierte er für den Titel von Santa Prassede. Nicolas de Pellevé war Teilnehmer des Konklave 1585, das Papst Sixtus V. wählte. Ferner nahm er am ersten Konklave des Jahres 1590 teil, bei dem Urban VII. gewählt wurde. Auch am zweiten Konklave desselben Jahres nahm er teil, aus diesem ging Gregor XIV. als Papst hervor.
Nicolas de Pellevé wurde eine der einflussreichsten Persönlichkeiten der Katholischen Liga. 1585 war er unter den 25 Kardinälen, welche die Bulle Sixtus’ V. mitunterzeichneten, durch die König Heinrich III. von Navarra exkommuniziert und ihm das Recht auf die französische Thronfolge abgesprochen wurde. Heinrich protestierte heftig hiergegen, stellte die Legitimität des Papstes in Frage und drohte mit der Einberufung eines freien Konzils, dem Beweise für die Häresie des Papstes vorgelegt werden sollten. Der König zog alle Erträge aus den Benefizien des Kardinals ein, sodass dieser auf die Unterstützung der Liga und des Papstes angewiesen war. Ende 1587 hob der König die Konfiskation der Erträge auf.
Am 10. Mai 1591 wurde Nicolas de Pellevé zum Erzbischof von Reims ernannt, am 4. Oktober 1592 nahm er das Erzbistum in Besitz. Er nahm teil am Konklave 1591, das Innozenz IX. zum Papst wählte. Ferner war er beim Konklave 1592 anwesend, als Papst Clemens VIII. gewählt wurde. Nicolas de Pellevé war Vorsitzender des Rates der Liga und saß der Versammlung der Kleriker vor, als die Liga in Paris die États généraux von 1593 durchführte. Der Kardinal blieb in Paris und war erkrankt, als am 22. März 1594 König Heinrich IV., den er stets bekämpft hatte, in die Stadt einzog. Der König ließ den Kardinal seines Schutzes versichern und entsandte hierzu Bogenschützen der königlichen Garde. Die Enttäuschung, die den Kardinal angesichts des begeisterten Empfangs Heinrichs in Paris befiel, verschlimmerte jedoch sein Befinden.
Nicolas de Pellevé starb sechs Jahre später im Alter von 79 Jahren in Paris und wurde in der Kirche der Coelestiner bestattet. Im Oktober 1598 wurden seine sterblichen Überreste nach Reims übergeführt und in der dortigen Kathedrale beigesetzt.